# Tonny Adam
Tonny Adam (8 juni 1943) is een voormalig Nederlands voetballer, die als verdediger voor DWS, SC Gooiland, Velox en FC Utrecht speelde.

## Carrière
Tonny Adam speelde enkele seizoenen met DWS uit Amsterdam in de eredivisie. Toen DWS door bezuiniging van 33 naar 23 contractspelers ging werd hij op de transferlijst gezet en vertrok naar SC Gooiland, dat in de tweede divisie uitkwam. Na twee seizoenen bij SC Gooiland vertrok Adam naar Velox, dat een seizoen later met DOS en USV Elinkwijk tot FC Utrecht fuseerde. Hier kwam hij echter niet in actie, en stond in de winterstop alweer op de transferlijst.

### Carrièrestatistieken
| Seizoen         | Club            | Land            | Competitie      | Competitie | Competitie | Beker | Beker | Internationaal | Internationaal | Overig | Overig | Totaal | Totaal |
| Seizoen         | Club            | Land            | Competitie      | Wed.       | Dlp.       | Wed.  | Dlp.  | Wed.           | Dlp.           | Wed.   | Dlp.   | Wed.   | Dlp.   |
| --------------- | --------------- | --------------- | --------------- | ---------- | ---------- | ----- | ----- | -------------- | -------------- | ------ | ------ | ------ | ------ |
| 1963/64         | DWS             | Nederland       | Eredivisie      | –          | 0          | –     | 0     | –              | –              | 0      | 0      | –      | 0      |
| 1964/65         | DWS             | Nederland       | Eredivisie      | –          | 0          | –     | 0     | 0              | 0              | 0      | 0      | –      | 0      |
| 1965/66         | DWS             | Nederland       | Eredivisie      | –          | 0          | –     | 0     | –              | –              | 0      | 0      | –      | 0      |
| 1966/67         | DWS             | Nederland       | Eredivisie      | –          | 0          | –     | 0     | 1              | 0              | 0      | 0      | –      | 0      |
| 1967/68         | SC Gooiland     | Nederland       | Tweede divisie  | –          | 1          | –     | 0     | 0              | 0              | 0      | 0      | –      | 1      |
| 1968/69         | SC Gooiland     | Nederland       | Tweede divisie  | –          | 0          | –     | 0     | 0              | 0              | 0      | 0      | –      | 0      |
| 1969/70         | Velox           | Nederland       | Tweede divisie  | 28         | 0          | 2     | 0     | 0              | 0              | 0      | 0      | 30     | 0      |
| 1970/71         | FC Utrecht      | Nederland       | Eredivisie      | 0          | 0          | 0     | 0     | 0              | 0              | 0      | 0      | 0      | 0      |
| Carrière totaal | Carrière totaal | Carrière totaal | Carrière totaal | –          | 1          | –     | 0     | 1              | 0              | 0      | 0      | –      | 1      |

## Erelijst
DWS
| Nationaal     |    |         |
| Landskampioen | 1x | 1963/64 |